# هیوستون گالریا

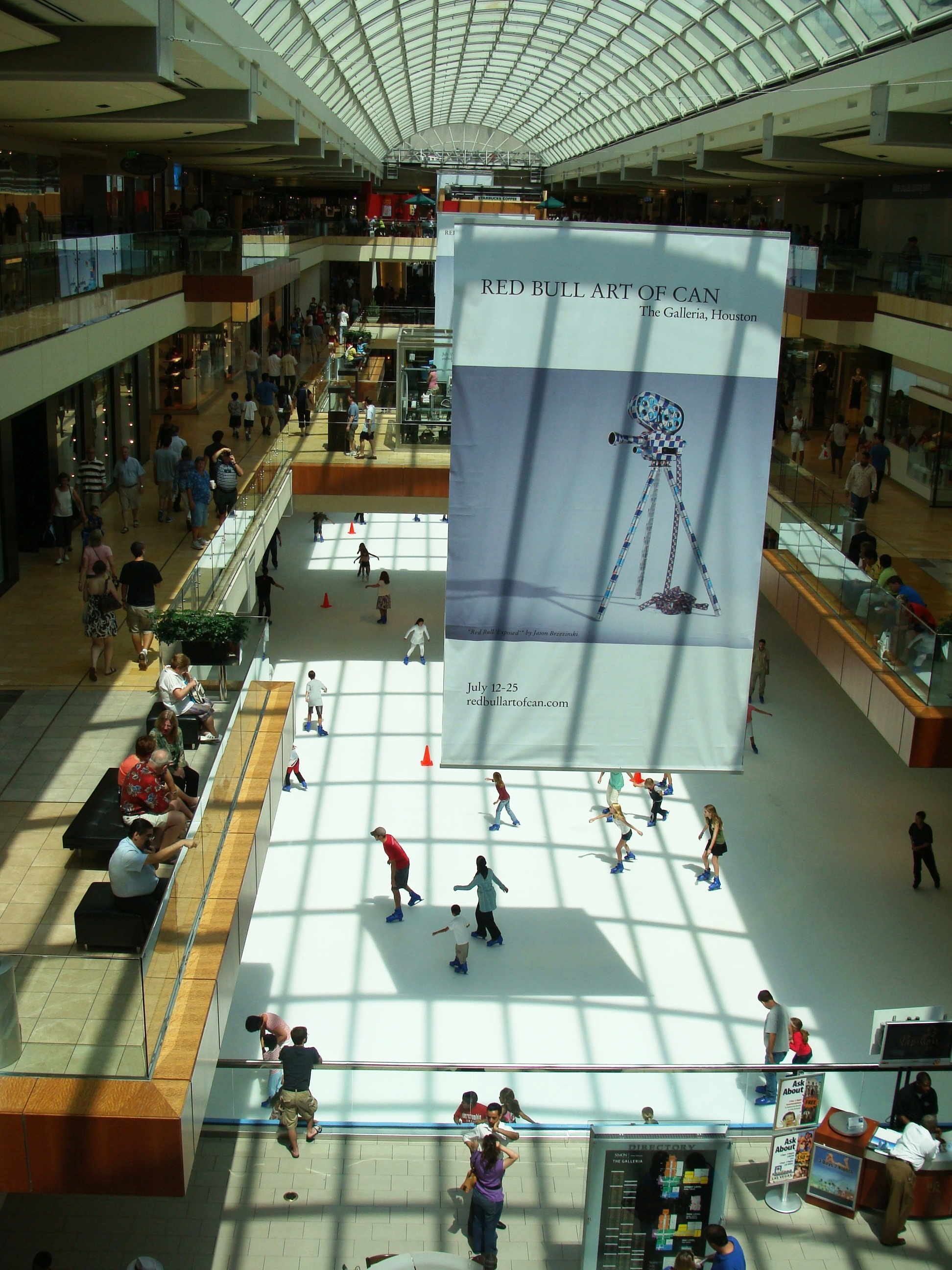
رینک اسکیت روی یخ در تالار شماره ۱ گلریا

هیوستون گلریا (به انگلیسی: The Houston Galleria) نام بزرگترین مرکز خرید (shopping mall) در ایالت تگزاس است.
این مرکز خرید سرپوشیده در شهر هیوستون قرار دارد، و با ۲۲۲٬۹۶۰ متر مربع (۲٫۴ میلیون فوت مربع)، از لحاظ وسعت هفتمین بزرگترین مرکز خرید ایالات متحده بشمار می‌رود.

## جستارهای دیگر
- گالریای دالاس